# شیمی آلی اورانیوم

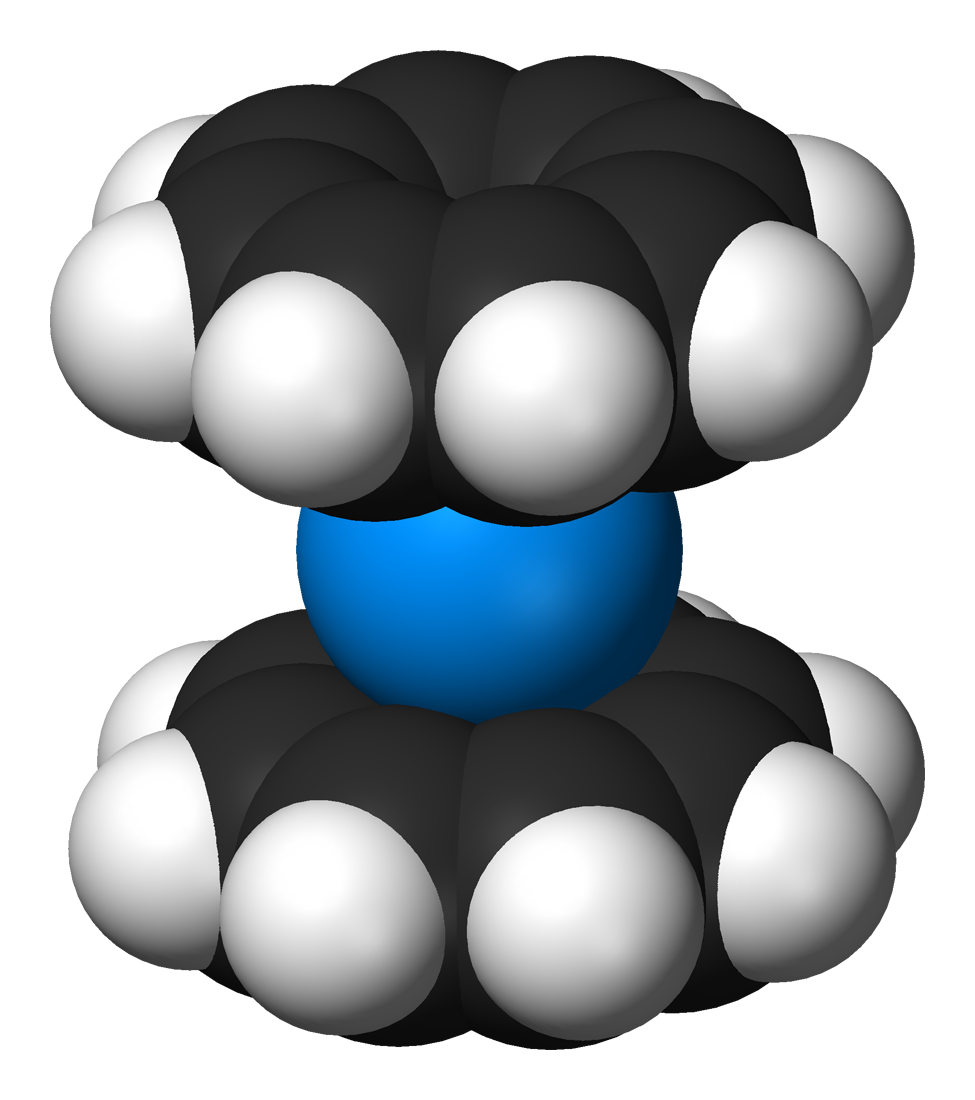
اورانوسن

شیمی آلی اورانیوم(به انگلیسی: Organouranium chemistry) شاخه ای از علم شیمی آلی است که به مطالعه ترکیبات آلی فلزی شامل اورانیوم می‌پردازد. این شاخه علمی در صنایع هسته ای از اهمیت خاصی برخوردار است اما در علوم شیمیایی بیشتر در حد مطالعات و تحقیقات دانشگاهی بوده و کاربرد صنعتی خاصی ندارد.